# 吉川彰乃
吉川 彰乃（よしかわ あやの、9月2日 - ）は、日本の女性声優、レポーター。広島県出身。東京俳優生活協同組合所属。

## 来歴
2013年、俳協ボイスアクターズスタジオ第44期生。
2014年、東京俳優生活協同組合所属。

## 人物
方言は広島弁。
免許・資格は学芸員、秘書技能検定2級。
趣味はスポーツ観戦、GIF画像を見ること。
声優・ナレーターの活動の他、レポーターや顔出しの仕事もしている。

## 出演

### テレビアニメ
- クレヨンしんちゃん（2017年）
- 名探偵コナン（2017年、ニュースキャスター）

### ゲーム
- V.D. -Vanishment Day-（ツヴァイ）
- ブレイブソード×ブレイズソウル（クロスキャンドル）

### テレビ番組
- Volley Ball Channel
- SASUKE甲子園（ナレーション）
- シャキット（リポーター）
- 社長ゴチっす!（レギュラーナレーション）
- ちば旅コンシェルジュ（旅人）
- テレビで見せれるMAXさん（ナレーション）
- もうすぐ「なつぞら」（語り）

### 朗読劇
- 男装探偵ロミオ『ジュリエット殺人事件』（2020年2月16日 - 18日、絵空箱） - 鹿島竜樹 役　※トリプルキャスト、Aメンバーで出演[2]